# Harald Wadsjö
Nils Harald Mauritz Wadsjö, född 20 juli 1883 i Maria Magdalena församling, Stockholm, död 14 augusti 1945 Söndrums församling, Hallands län, var en svensk arkitekt.

## Liv och verk
Harald Wadsjö var son till byggmästaren Nils Andersson Wadsjö i första äktenskapet med Edla Axell. Han praktiserade 1900–1905 på olika byggen och mellan 1905 och 1913 på arkitektkontor. 1909–1911 studerade han vid Kungliga tekniska högskolan med fortsatta studier vid Kungliga Akademien för de fria konsterna 1912–1914. Praktiken gjordes hos Fredrik Lilljekvist 1905–1908, hos Gustaf Lindgren 1908–1912, hos Isak Gustaf Clason 1913. Därefter bedrev han egen verksamhet i Stockholm.
Han var Arkitekturminnesföreningens arkivarie 1913–1916. 1917–1919 var han anställd vid Stockholms kyrkogårdsnämnd. I Wadsjös bibliografi ingår litteratur och artiklar rörande kyrkogårds- och gravkultur. År 1914 deltog han tillsammans med trädgårdsarkitekten Ester Claesson i tävlingen om Skogskyrkogården i Stockholm och fick med sitt förslag ”Cumulus” tredje priset. Wadsjö är representerad vid Nationalmuseum.
Harald Wadsjö utformade mellan 200 och 300 gravar. Inspirationen hämtades ofta från tidiga gravvårdar, med en föresats att hitta tillbaka till en äldre hantverkstradition. Detta i kontrast till det sekelskiftets gravplatser, som kunde upplevas som röriga med stenar som var allt för stora och industriellt tillverkade gravvårdar utan känsla. 
Han är begravd på Söndrum kyrkogård utanför Halmstad.

## Verk i urval

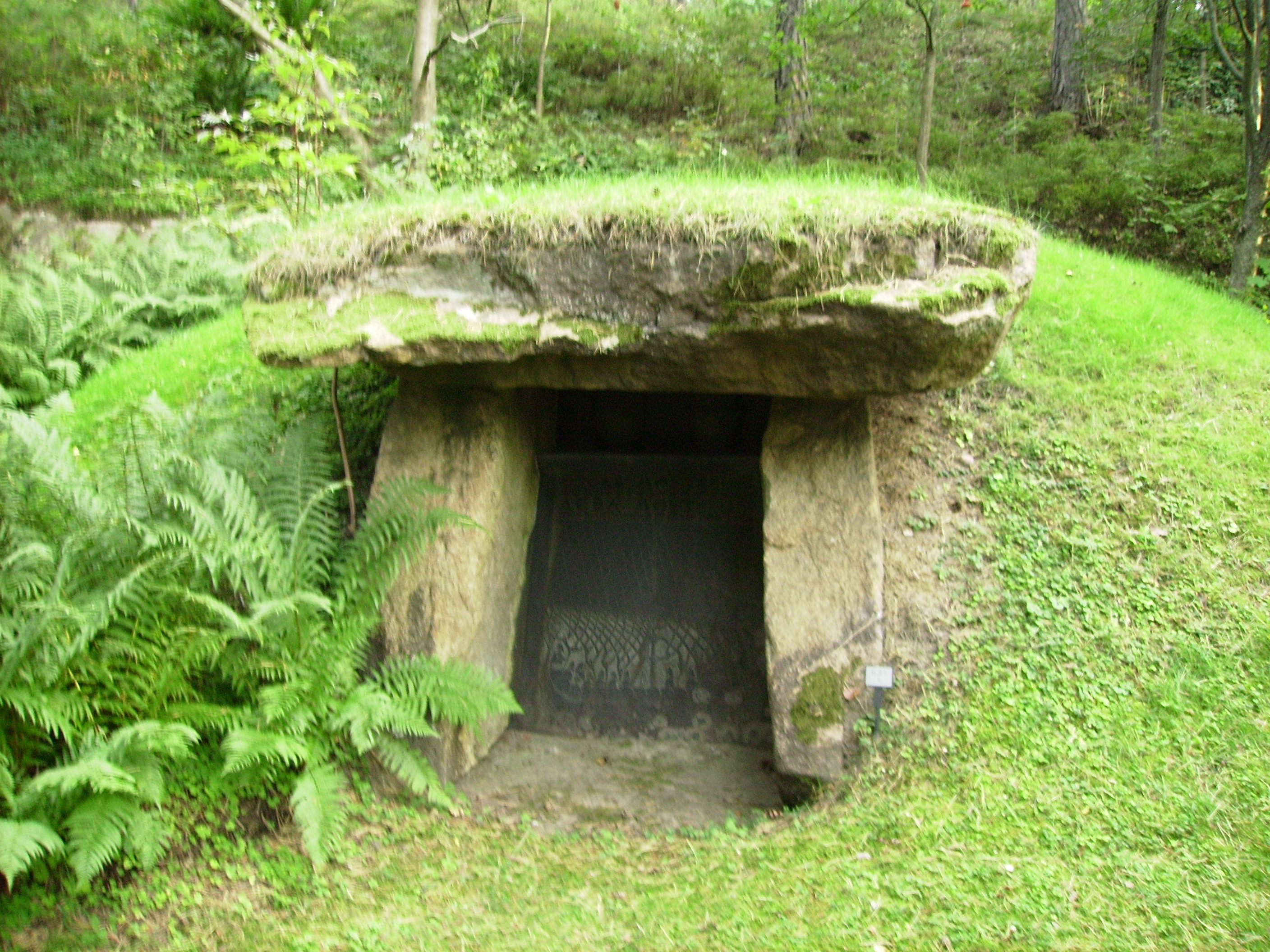
Monteliusgraven, 1922

- Fotografering och uppmätning av äldre kyrkogårdar och gravvårdar 1916
- Fotografering av äldre svenska trädgårdar 1917–1928 (tillsammans med C.G. Rosenberg)
- En mångfald kyrkogårdar bland annat i Stockholm, Härnösand, Uppsala, Karlskrona, Hedemora, Falkenberg och Göteborg.
- Gravkapell på Fredriksfors kyrkogård, 1927[9]
- Kullerstads skogskapell[10]
- Monument över fallna svenskar i Finska inbördeskriget på Vasa Gamla begravningsplats i Finland, 1921[11]
- 200-300 gravar, bland annat Monteliusgraven i Stockholm.
- Restaurering av kyrkor, bland annat i Steninge, Snöstorp och Söndrum, alla i Halland.
- Bostadshus vid Bondegatan 64, 1915-1916
- Fastigheten Alabastern 2, privatvillan vid Skinnarviksringen 4, 1919-1925, för fadern byggmästaren Nils Andersson Wadsjö
- Bostadshus vid Jakob Westinsgatan  3, 4 och 5, Stockholm 1924-1927.[12]
- Stadsplan och byggnad för Nobels Byagata i Båstad.

## Bilder

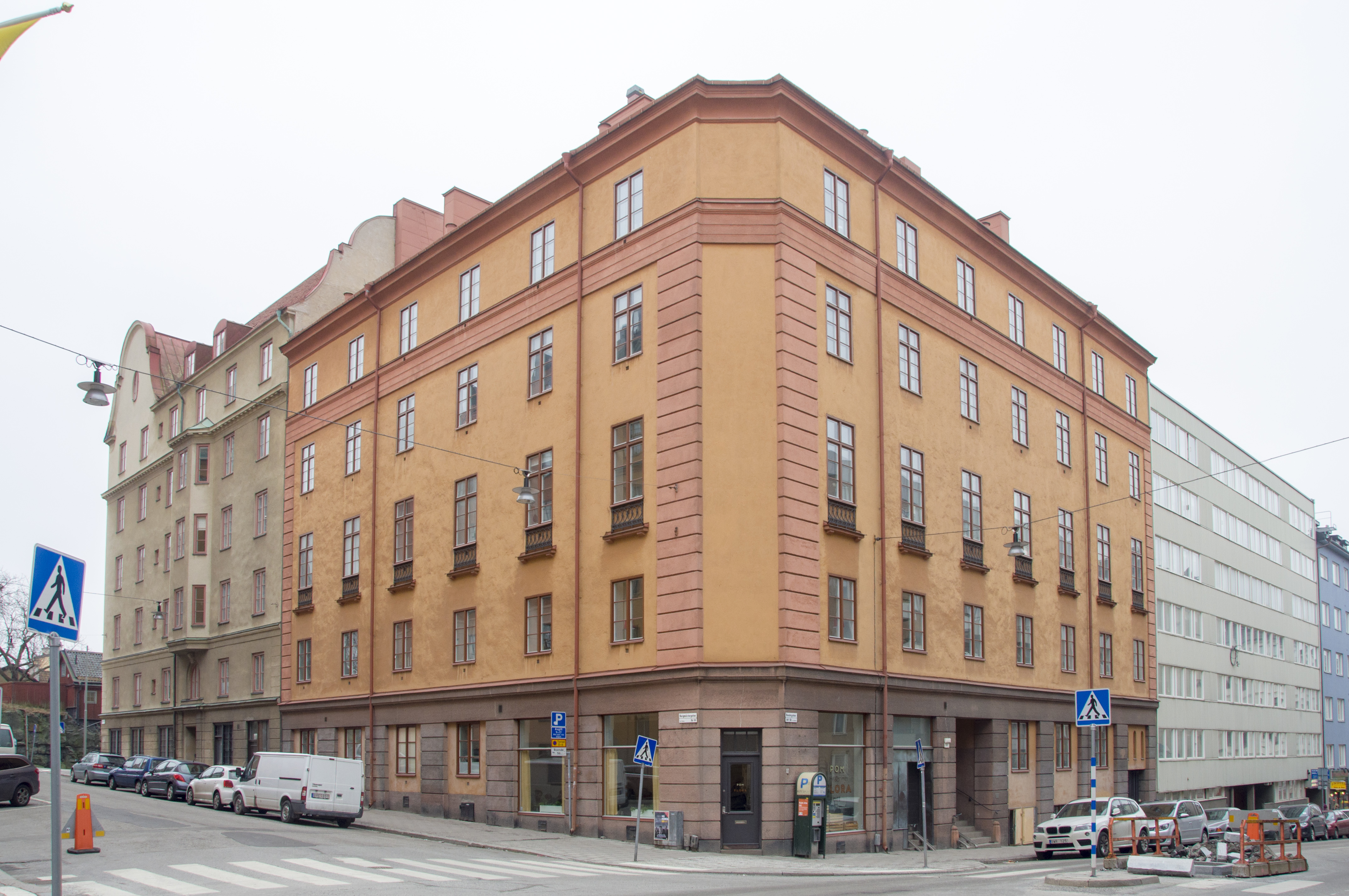
Bondegatan 64, 1915-1916
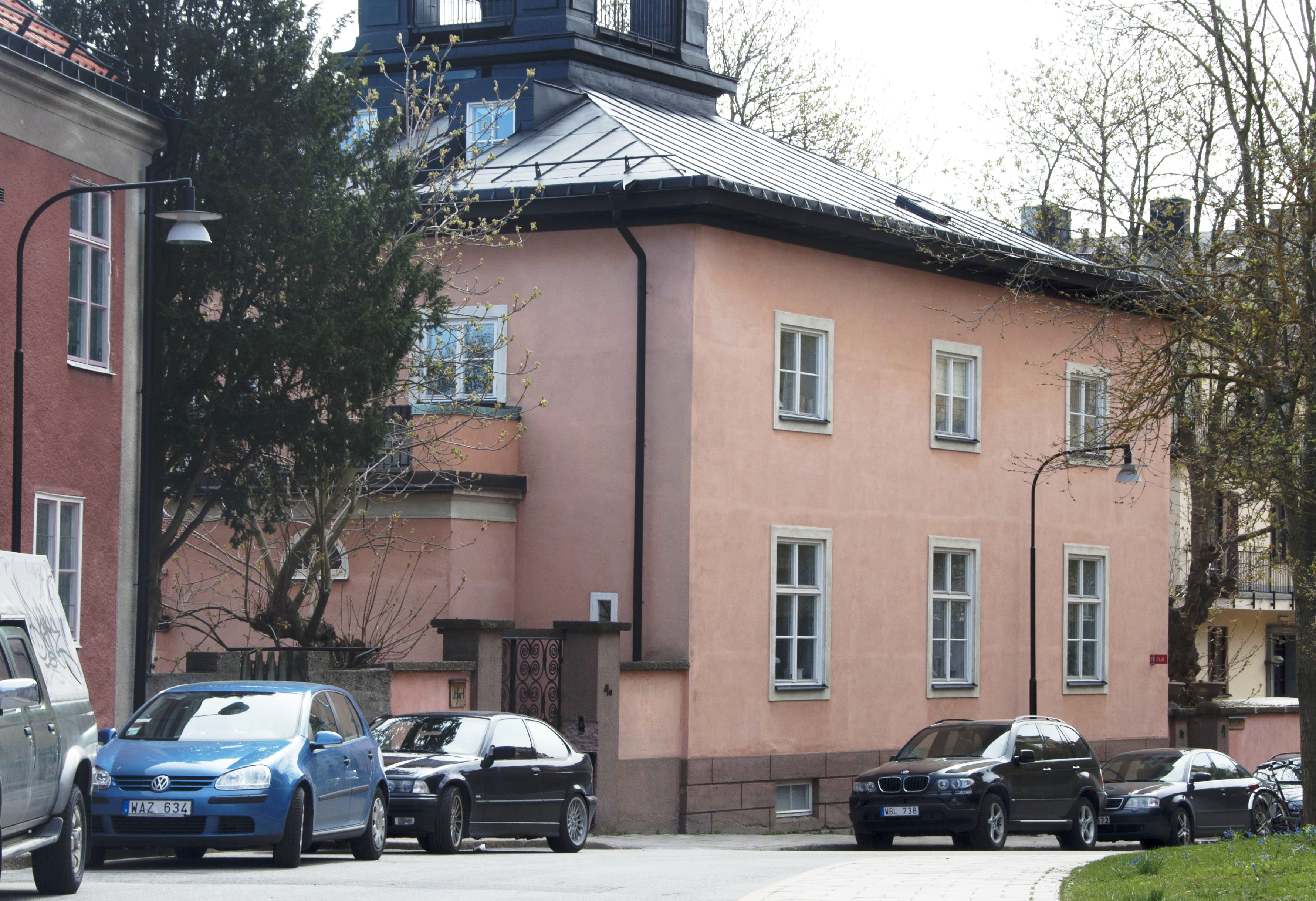
Skinnarviksringen 4, 1919-1925
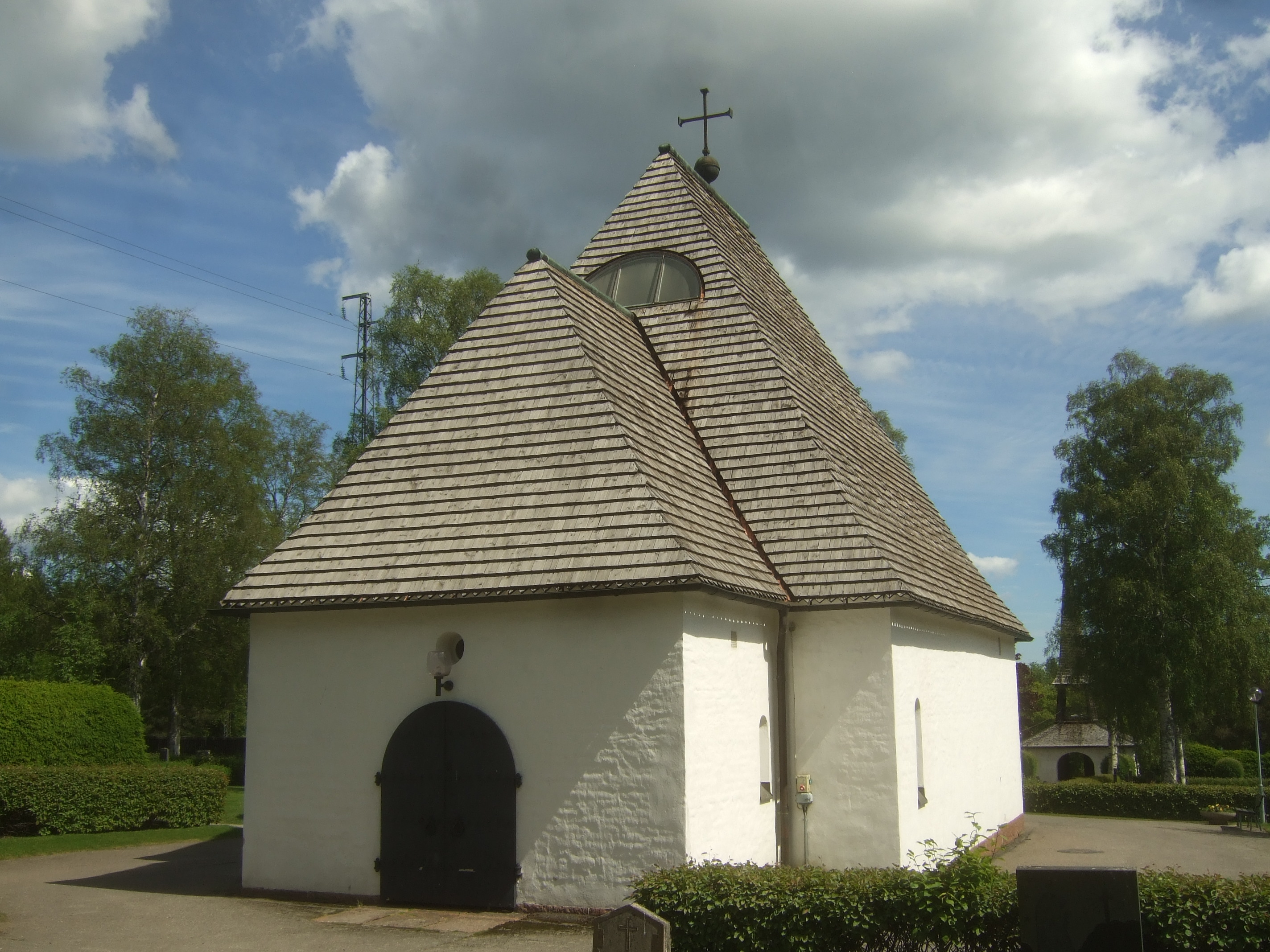
Bydalens gravkapell, 1929
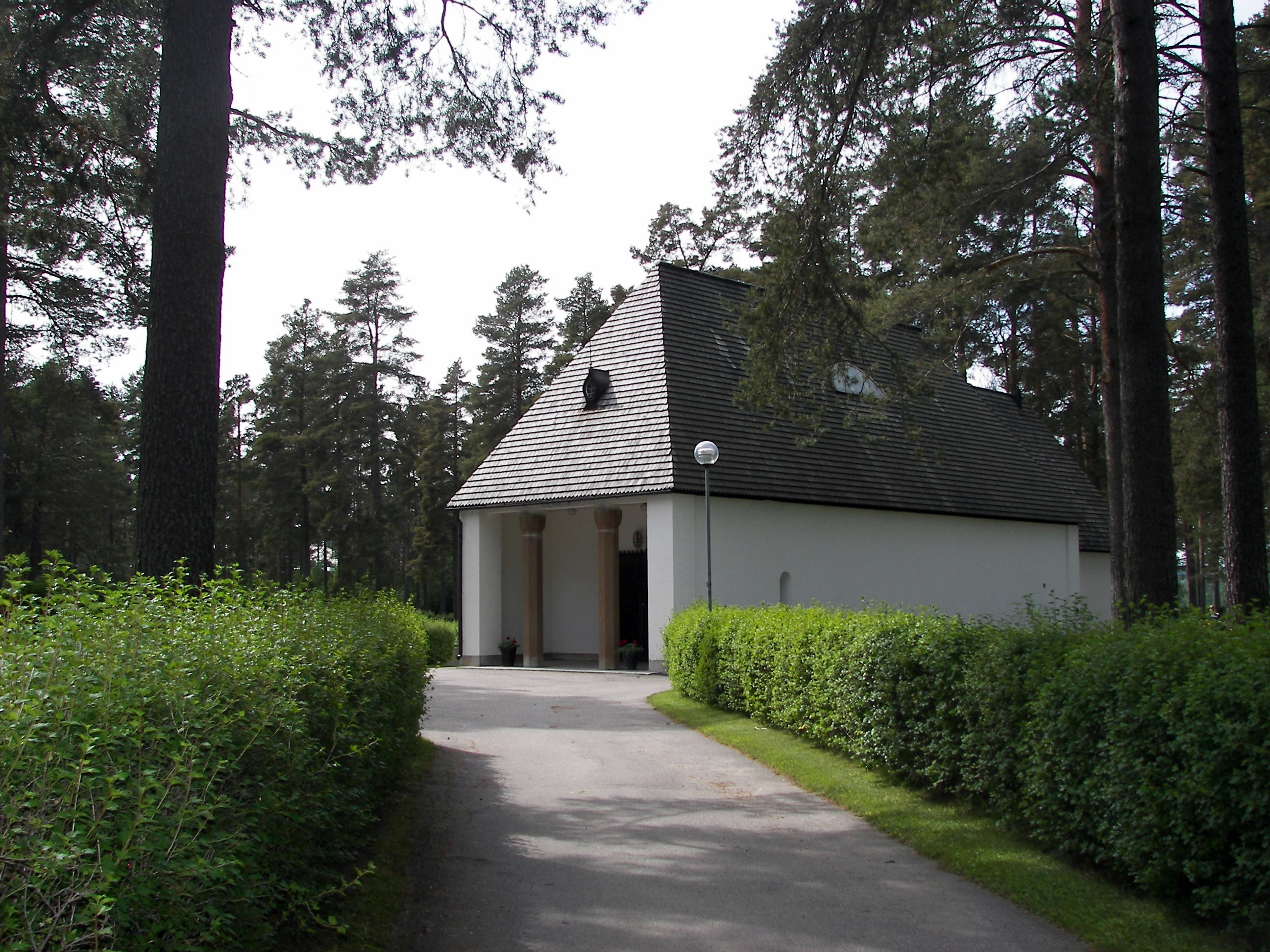
Sörberge gravkapell, 1931